# Паровозна колонка

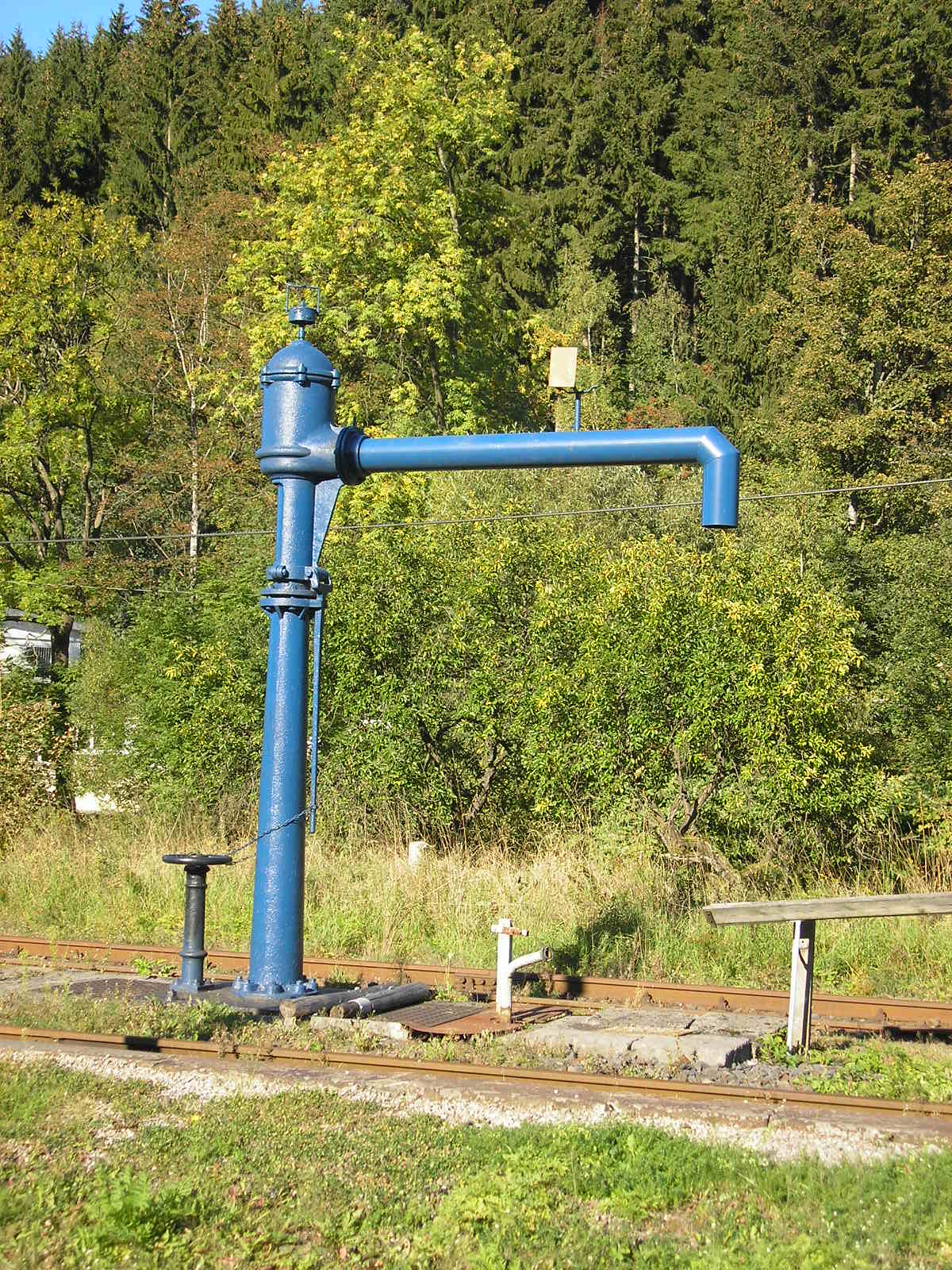
Паровозна колонка в Штютцербаху, Німеччина

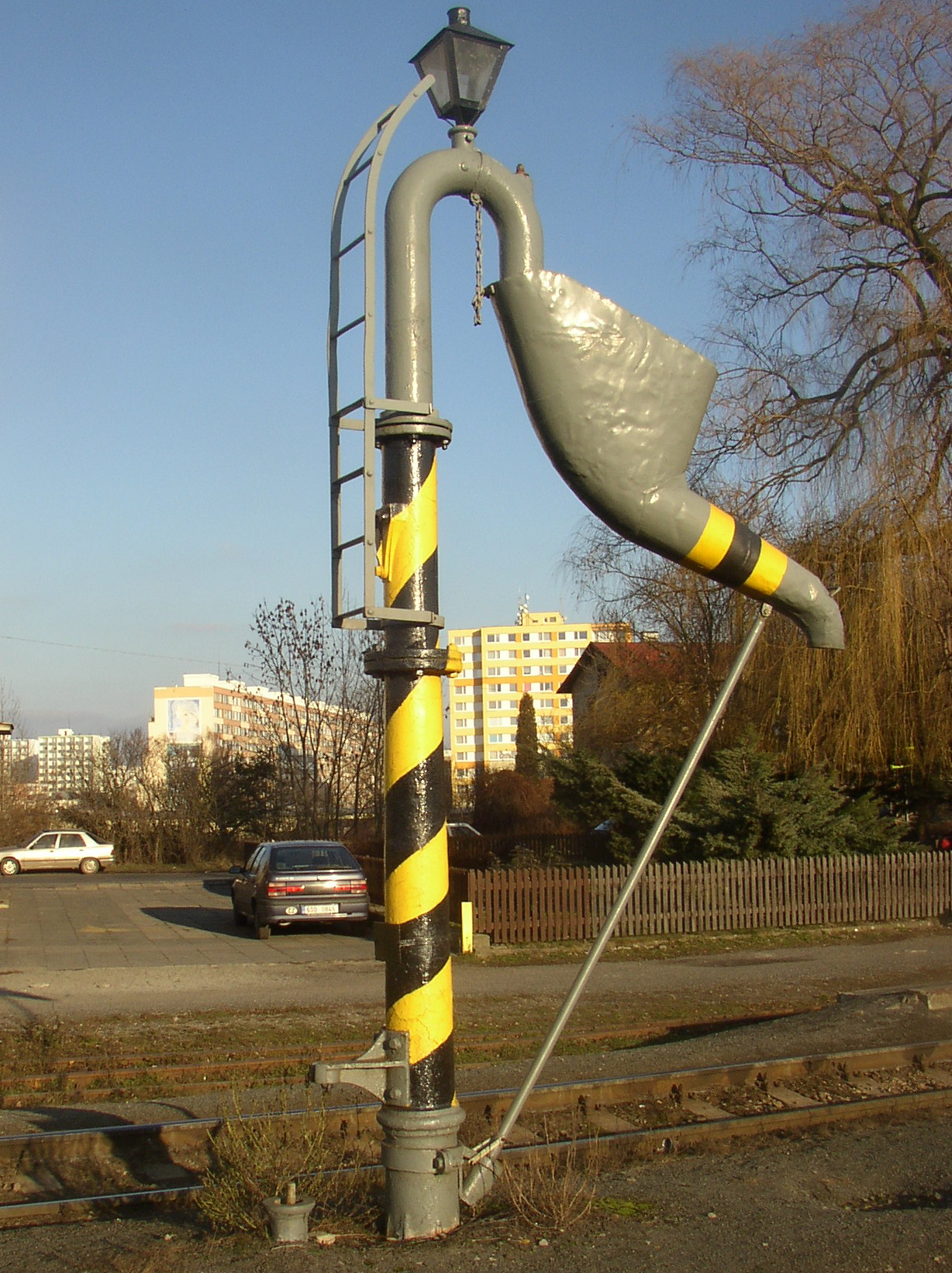
Паровозна колонка в Кладно, Чехія

Паровозна колонка — пристрій, що використовується для залиття великих обсягів води в паровозний котел чи тендер (на танк-паровозі — в спеціальний бак). У багатьох мовах називається «водяним журавлем» (брит. англ. water crane, фр. grue à eau, grue hydraulique, пол. żuraw wodny, нім. Wasserkran) чи «водяною колонкою» (амер. англ. water column, італ. colonna idraulica). Оскільки паровози споживають велику кількість води, паровозні колонки були життєво необхідною частиною обладнання залізничної станції, часто розташовуючись у кінці платформи, що уможливлювало заправлення водою під час зупинки.

## Будова
Як правило, паровозна колонка складається з вертикальної сталевої труби 20-30 см у діаметрі з приєднаною у верхній частині обертовою горизонтальною. Горизонтальна частина в неробочому положенні зазвичай розташовується паралельно колії. Подача води здійснюється зі швидкістю приблизно 10 м³ на хвилину.

## Водопостачання
У горбистій місцевості можливе постачання води до колонок самопливом із ставків, утворених загаченням річок. У більш рівнинній місцевості цей спосіб не завжди застосовний, тому для подачі води використовується бак, розташований біля колонки. Об'єм бака може бути від 190 кубометрів до 757 кубометрів. У деяких випадках воду можуть подавати з криниць.
Залежно від якості постачаної води, вона може потребувати хімічної обробки для усунення жорсткості, яка спричиняє утворення накипу на стінках паровозного котла. Накип на теплопереносних поверхнях погіршує передачу тепла від металу до води.